# 25e cérémonie des David di Donatello
La 25e cérémonie des David di Donatello s'est déroulée le 26 juillet 1980 au Théâtre de Taormine. 

## Palmarès
- Meilleur film étranger :
  - Kramer contre Kramer
- Meilleur acteur :
  - Adriano Celentano pour Mani di velluto
- Meilleur acteur étranger :
  - Dustin Hoffman pour Kramer contre Kramer ex æquo avec
  - Jack Lemmon pour Le Syndrome chinois
- Meilleure actrice :
  - Virna Lisi pour La cicala
- Meilleure actrice étrangère :
  - Isabelle Huppert pour La Dentellière
- Meilleur réalisateur :
  - Gillo Pontecorvo pour Opération Ogre ex æquo avec
  - Marco Bellocchio pour Le Saut dans le vide
- Meilleur réalisateur étranger :
  - Francis Ford Coppola pour Apocalypse Now
- Meilleur scénariste étranger :
  - Jay Presson Allen pour Just tell me what you want
- Meilleure bande originale étrangère :
  - Ralph Burns pour Folie Folie
- Meilleur producteur :
  - Joseph Losey pour Don Giovanni ex æquo avec
  - Mario Cecchi Gori pour Mani di velluto

- David Luchino Visconti
  - Andreï Tarkovski

- David Europeo
  - John Schlesinger pour Yanks

- David Spécial :
  - Suso Cecchi D'Amico pour l'ensemble de sa carrière
  - Ray Stark pour l'ensemble de sa carrière
  - Justin Henry pour son interprétation dans Kramer contre Kramer
  - Enrico Montesano pour son interprétation dans Une langouste au petit-déjeuner, Le Larron et Mon curé va en boîte
  - Hanna Schygulla pour Le Mariage de Maria Braun
  - Carlo Verdone pour ses débuts dans Un sacco bello